# ローズメタル

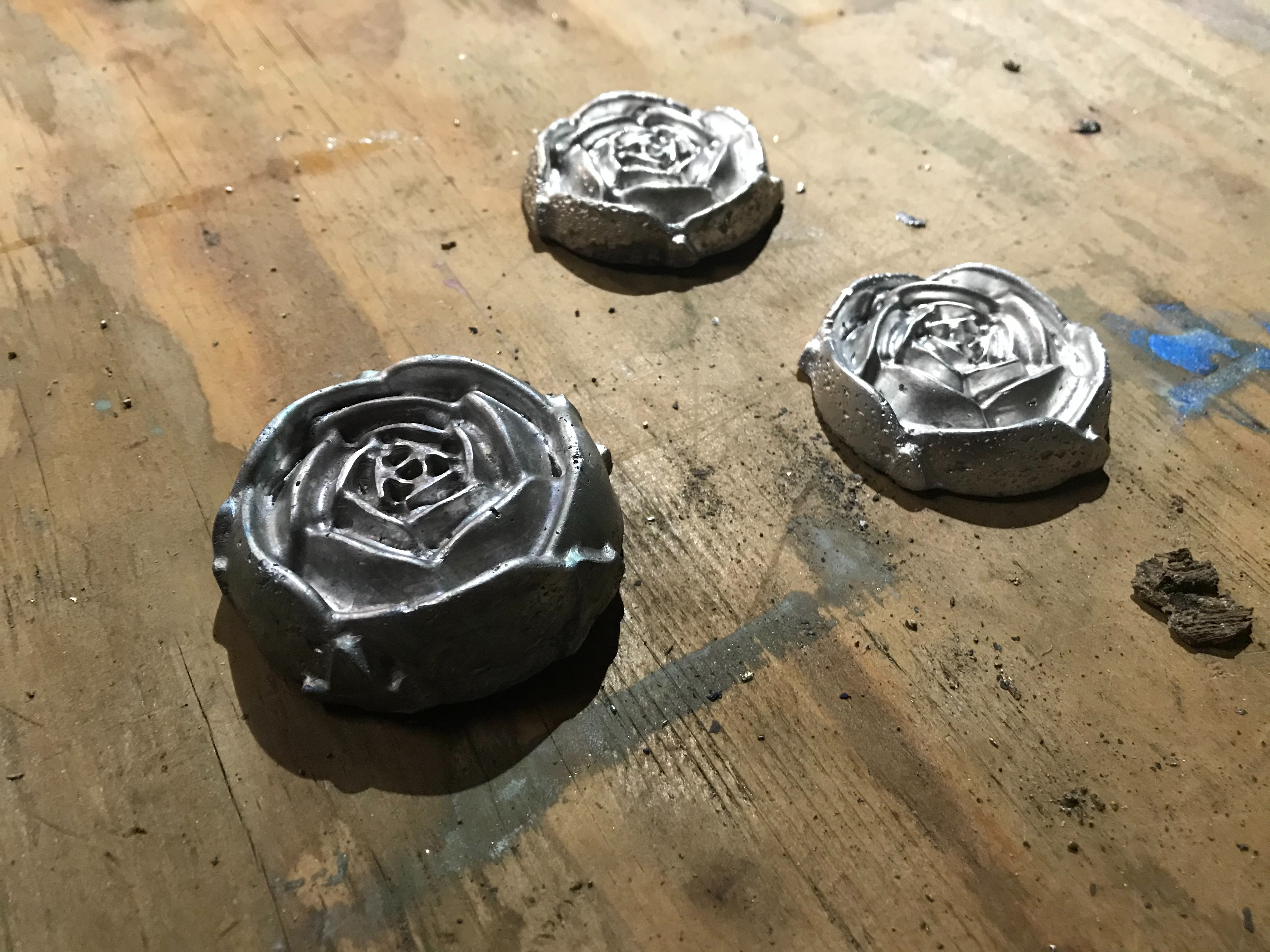

ローズメタルは、低融点合金である。

## 概要
ローズメタルは50%のビスマス、25-28%の鉛、22-25%のスズで構成されており、融点は94℃または98℃（華氏温度では201°Fまたは208°F）。凝固時に感知できるほど収縮または膨張しないこの特性には、ビスマスの質量分率が関係している。

## 用途
ローズメタルにはいくつかの一般的な用途がある。
1. はんだとしての使用
2. 熱媒体としての使用
3. 展延性充填材としての使用 - 液化したローズメタルをチューブおよびパイプに注ぐことにより、それらを圧着せずに曲げて再加工することができる。目的の形状に加工した後、ローズメタルを再溶解して除去し、パイプはローズメタルの融点で融けることはないため、パイプは目的の形状を保ったままになる。

## 歴史
ローズメタルは、ハインリヒ・ローゼの祖父であるヴァレンティン・ローズ・ザ・エルダーによって発見された。

## 類似の合金
| ℃ (℉)                                               | 融点         | 共晶合金か       | ビスマス (％) | 鉛 (％) | スズ (％) | インジウム (％) | カドミウム (％) | タリウム (％) | ガリウム (％) | アンチモン (％) |
| --------------------------------------------------- | ------------ | ---------------- | ------------- | ------- | --------- | --------------- | --------------- | ------------- | ------------- | --------------- |
| ローズメタル                                        | 98℃ (208℉)   | 共晶合金ではない | 50            | 25      | 25        | 0               | 0               | 0             | 0             | 0               |
| セロセーフ                                          | 74℃ (165℉)   | 共晶合金ではない | 42.5          | 37.7    | 11.3      | 0               | 8.5             | 0             | 0             | 0               |
| ウッドメタル                                        | 70℃ (158℉)   | 共晶合金である   | 50            | 26.7    | 13.3      | 0               | 10              | 0             | 0             | 0               |
| フィールドメタル                                    | 62℃ (144℉)   | 共晶合金である   | 32.5          | 0       | 16.5      | 51              | 0               | 0             | o             | 0               |
| セロロー136                                         | 58℃ (136℉)   | 共晶合金である   | 49            | 18      | 12        | 21              | 0               | 0             | 0             | 0               |
| セロロー117                                         | 47.2℃ (117℉) | 共晶合金である   | 44.7          | 22.6    | 8.3       | 19.1            | 5.3             | 0             | 0             | 0               |
| ビスマス-鉛-スズ-カドミウム-インジウム-タリウム合金 | 41.5℃ (107℉) | 共晶合金である   | 40.3          | 22.2    | 10.7      | 17.7            | 8.1             | 1.1           | 0             | 0               |
| ガリンスタン                                        | -19℃ (-2℉)   | 共晶合金である   | <1.5          | 0       | 9.5~10.5  | 21~22           | 0               | 0             | 68~69         | <1.5            |